# راکسبری، ویسکانسین (محدوده ثبت‌نشده)
راکسبری (به انگلیسی: Roxbury) یک منطقهٔ مسکونی در ایالات متحده آمریکا است که در شهرستان دان، ویسکانسین واقع شده‌است. راکسبری ۲۶۳٫۹۶ متر بالاتر از سطح دریا واقع شده‌است.